# Pierre Martin Remi Aucher-Eloy
Pierre Martin Rémi Aucher-Éloy (2 de octubre de 1792 – 6 de octubre de 1838) fue un farmacéutico y botánico francés aborigen de Blois.
Recibe su educación en Orléans y más tarde en París. En 1830 es relocalizado en Estambul lo que lo anima en crear el Herbier d'Orient. Por los siguientes varios años recolecta y estudia plantas por Asia Menor, Chipre, Grecia, Egipto, península de Sinaí, Chios, Kos, Siria, Persia, Omán, et al. Enfermo por distress, fallece cerca de Isfahán el 6 de octubre de 1838.
Aucher vende sus colecciones al Museo Nacional de Historia Natural de Francia en París, desde donde fueron distribuidos a varios herbarios. Su texto Relations de Voyages en Orient de 1830 à 1838 se publica póstumamente en 1843.